# UFC 66
UFC 66: Liddell vs. Ortiz è stato un evento di arti marziali miste tenuto dalla Ultimate Fighting Championship il 30 dicembre 2006 all'MGM Grand Garden Arena di Las Vegas, Stati Uniti.

## Retroscena
Con un incasso totale di 5.397.300 dollari UFC 66 fu l'evento più prolifico nella storia dell'UFC e tale record resistette per quasi sei anni fino al nuovo incasso record registrato dall'evento UFC 148: Silva vs. Sonnen II del luglio 2012.
Fu anche l'evento UFC che vendette più pay per view, ben 1.050.000 contro il precedente record di 775.000 registrato da UFC 61: Bitter Rivals, e resistette fino al 2009 quando UFC 100 registrò 1.600.000 ppv venduti.
Venne annunciato l'ingaggio dell'ex stella della Pride Mirko Filipović.
Rory Singer avrebbe dovuto affrontare David Terrell, ma quest'ultimo s'infortunò al gomito e venne sostituito da Yushin Okami.
Dopo l'incontro vinto contro Tony DeSouza, Thiago Alves venne trovato positivo allo spironolattone, un diuretico bandito dall'UFC, e di conseguenza venne multato e sospeso per otto mesi, ma il risultato dell'incontro rimase invariato.

## Risultati

### Card preliminare
- Incontro categoria Pesi Massimi:  Christian Wellisch contro  Anthony Perosh

Wellisch sconfisse Perosh per decisione unanime (29–28, 29–28, 29–27).
- Incontro categoria Pesi Medi:  Yushin Okami contro  Rory Singer

Okami sconfisse Singer per sottomissione (pugni) a 4:03 del terzo round.
- Incontro categoria Pesi Massimi:  Gabriel Gonzaga contro  Carmelo Marrero

Gonzaga sconfisse Marrero per sottomissione (armbar) a 3:22 del primo round.
- Incontro categoria Pesi Welter:  Thiago Alves contro  Tony DeSouza

Alves sconfisse DeSouza per KO (ginocchiata) a 1:10 del secondo round.

### Card principale
- Incontro categoria Pesi Mediomassimi:  Michael Bisping contro  Eric Schafer

Bisping sconfisse Schafer per KO Tecnico (pugni) a 4:24 del primo round.
- Incontro categoria Pesi Massimi:  Andrei Arlovski contro  Márcio Cruz

Arlovski sconfisse Cruz per KO (pugni) a 3:15 del primo round.
- Incontro categoria Pesi Medi:  Chris Leben contro  Jason MacDonald

MacDonald sconfisse Leben per sottomissione (strangolamento a ghigliottina) a 4:01 del secondo round.
- Incontro categoria Pesi Mediomassimi:  Forrest Griffin contro  Keith Jardine

Jardine sconfisse Griffin per KO Tecnico (pugni) a 4:41 del primo round.
- Incontro per il titolo dei Pesi Mediomassimi:  Chuck Liddell (c) contro  Tito Ortiz

Liddell sconfisse Ortiz per KO Tecnico (pugni) a 3:57 del terzo round e mantenne il titolo dei pesi mediomassimi.